# A More Perfect Union
A More Perfect Union è il terzo album degli Icon, uscito nel 1987 ed autoprodotto.

## Descrizione
Il disco venne inizialmente pubblicato nel 1987 su audiocassetta e solo nel 1995 venne rimasterizzato su cd per la Epilogue Entertainment con l'aggiunta di materiale irrealizzato e tracce bonus venendo intitolato An Even More Perfect Union.

## Tracce
1. In Your Eyes (Harrison, Wexler) 3:56
2. Local Heroes (Harrison, Wexler) 4:47
3. One Step Behind (Harrison) 3:42
4. Walk Away (Harrison) 3:42
5. Forever Young (Harrison, Wexler) 3:49
6. Lost Love (Wexler) 2:50
7. Eyes of a Prisoner (Harrison, Wexler) 4:31
8. Better Left Unsaid (Harrison) 4:29
9. Left to Be Alone (Harrison) 4:58

### Tracce aggiunte in "An Even More Perfect Union" (1995)
- 10. Hold On [traccia irrealizzata] (Harrison, Wexler) 4:35
- 11. Way Back to My Heart [traccia irrealizzata] (Wexler) 4:08
- 12. Stranger Things [traccia irrealizzata] (Harrison, Wexler) 4:02
- 13. Strong Love [traccia irrealizzata] (Harrison, Wexler, Lange) 3:58
- 14. Second Hand People [traccia irrealizzata] (Harrison, Wexler) 4:44
- 15. Sweet Young Sinner [traccia bonus] (Harrison, Wexler) 4:29
- 16. Gold Bullets [traccia bonus] (Harrison, Wexler) 3:51
- 17. Little Drummer Boy [traccia bonus] 3:45

## Formazione
- Jerry Harrison - voce
- Dan Wexler - chitarra
- Tracy Wallach - basso, cori
- Pat Dixon - batteria
- Kevin Stoller - sintetizzatori

### Altri musicisti
- Mark Prentice - tastiere aggiuntive
- John Aquilino - chitarra aggiuntiva